# Шаман (Оаза)
Шаман (фр. Chamant) насеље је и општина у североисточној Француској у региону Пикардија, у департману Оаза која припада префектури Санлис.
По подацима из 2011. године у општини је живело 915 становника, а густина насељености је износила 76,25 становника/km². Општина се простире на површини од 12 km². Налази се на средњој надморској висини од 84 метара (максималној 117 m, а минималној 57 m).

## Демографија
| 1962. | 1968. | 1975. | 1982. | 1990. | 1999. | 2011. |
| ----- | ----- | ----- | ----- | ----- | ----- | ----- |
| 590   | 619   | 720   | 665   | 953   | 957   | 915   |

График промене броја становника у току последњих година